# Kalānak
Kalānak (persiska: کلانک) är en ort i Iran.   Den ligger i provinsen Alborz, i den norra delen av landet, 90 km nordväst om huvudstaden Teheran. Kalānak ligger 2 027 meter över havet och antalet invånare är 113.
Terrängen runt Kalānak är huvudsakligen kuperad, men västerut är den bergig. Runt Kalānak är det ganska tätbefolkat, med 86 invånare per kvadratkilometer. Närmaste större samhälle är Abyek, 13,0 km sydväst om Kalānak. Trakten runt Kalānak består i huvudsak av gräsmarker.